# Carl Emil Gedike
Carl Emil Gedike (* 4. September 1797 in Berlin; † 27. März 1867 ebendort) war ein deutscher Arzt. Er leitete die Königlich Preußische Krankenwartschule an der Charité in Berlin.

## Leben
Carl Emil Gedike war Sohn des Pädagogen Friedrich Gedike. Er immatrikulierte sich 1816 an der Friedrichs-Universität Halle für Medizin und wurde Mitglied des Corps Teutonia Halle. Verspätet erreichte er 1817 das Wartburgfest.

„Ein Bursch ist noch zu nennen, Gedicke mit Namen, der, von Berlin nach Dänemark und Norwegen wandernd, des hohen Festes halber von Norwegen über Kopenhagen und Kiel herab gewallfahrtet gen Eisenach, ein gewaltiger Wanderer, von Kiel herauf – wahrlich es ist die Wahrheit – in nicht mehr denn sechs Tagen (zu Pferd und meist zu Fuß), durch falsches Vorzählen der Weite und Ferne und zuletzt durch nächtlich Verirren im Walde kam er erst den 20. Abends auf der Wartburg an, wo auch die zuletzt gebliebene Burschenschar ihn freudig empfing, und er in mehreren herzlichen Freunden und alten Kriegsgenossen Ersatz fand für sein verfehltes und vereiteltes Wandern. Den Lohn aber trägt er in seiner Brust, seines guten Willens sich bewußt.“

Er wechselte an die neue Universität Berlin, an der er 1818 seine Doktorarbeit über die norwegische Pest schrieb. 1820 eröffnete er eine hausärztliche Praxis. Auf Vorschlag des Arztes und Reformers der Krankenpflege, Johann Friedrich Dieffenbach, bekam Gedicke im Jahr 1832 eine Stelle als Lehrer in den theoretischen Fächern an der neu gegründeten Königlich Preußischen Krankenwart-Schule der Charité. Dieffenbach übertrug Gedicke später auch die Verantwortung für die praktische Ausbildung der angehenden Krankenwärter sowie ab 1844 die Gesamtleitung der Schule.

## Familie
Am 5. Juni 1827 heiratete Carl Emil Gedike Anna Maria Josepha, geb. Stoltz (* 1803; † 22. Dezember 1883 in Berlin). Mit ihr hatte er mehrere Kinder.
Durch seine Schwestern war Gedikes verschwägert mit dem Historiker und Schriftsteller Friedrich Christoph Förster (1790–1868), verheiratet mit Laura Gedike, dem Schriftsteller Franz Horn (1781–1837), verheiratet mit Rosalie Gedike, und dem bekannten Berliner Arzt Heinrich Meyer (1767–1828), verheiratet mit Gottliebe Sopie Gedike.

### Engagement in der Krankenpflege
Gedicke beerbte Dieffenbach mit dessen Lehrbuch Anleitung zur Krankenwartung, das im Jahr 1837 in Druck gegangen war, und überarbeitete das Buch. Auch das Lehrbuch Gedickes nannte sich Anleitung zur Krankenwartung und trug den Untertitel Zum Gebrauch für die Krankenwartschule der Berliner Charité-Heilanstalt sowie zum Selbstunterricht. Die erste Auflage erschien bereits im Jahr 1837 in Berlin, die zweite Auflage erschien ebendort im Jahr 1846, die dritte Auflage schließlich erschien 1854 unter dem Titel Handbuch der Krankenwartung. Gedicke erweiterte das Lehrbuch Dieffenbachs um die Kapitel über die Wartung der Schwangeren, der Gebärenden und des neugeborenen Kindes, über die Wartung der Geisteskranken sowie über die Art, wie der Krankenwärter dem Arzt über den Kranken Bericht erstatten solle. Das Ministerium für Geistliche, Unterrichts- und Medizinalangelegenheiten in Preußen empfahl in der ersten umfassenden Diskussion um das Wartpersonal in Deutschland 1842 dieses von Gedicke überarbeitete Lehrbuch zur allgemeinen Anwendung auch in der Ausbildung von Krankenpflegerinnen (und wenigen Krankenpflegern) in Preußen. Die Ausbildung für die Krankenwartung an der Charité und in der Privatpflege dauerte zum damaligen Zeitpunkt zunächst fünf und später nur noch drei Monate. In dieser vergleichsweise kurzen Zeit mussten die angehenden Krankenwärter auch Lesen und Schreiben lernen, sofern sie diese Fähigkeit nicht bereits in die Ausbildung einbrachten, zu deren Aufnahme sie ein polizeiliches Führungszeugnis benötigten. Die angehenden Krankenwärter sollten zudem Kenntnisse über den menschlichen Körper erwerben. Sie sollten die Anordnungen des Arztes umsetzen, sollten die Kranken beobachten und regelrechte Berichte an den Arzt über das Ergehen der Kranken abgeben können. Sie sollten darüber hinaus, wenn sie nicht ohnehin aus einem christlichen Kontext stammten, christliche Werte wie Barmherzigkeit und Menschenliebe erlernen. Der Unterricht schloss deshalb auch immer mit einem Gottesdienst in der Charité-Kirche ab.
Gedicke beschäftigte sich bereits mit detaillierten Handlungsabfolgen in der Krankenpflege, so zum Beispiel mit dem Prozess des Bettenmachens. Im achten Abschnitt seines Buches „Von der Bettstelle, dem Bette und andern beim Lager des Kranken in Betracht kommenden Umständen“ (Handbuch 1854) hatte dieser Prozess in drei Zeitabschnitten zu erfolgen. Nach dem Transfer des Patienten in ein anderes Bett oder einen Sessel sollten Unterbett und Kopfkissen gehörig aufgeschüttelt, die Matratze oder der Strohsack gedreht, das Laken glattgezogen und von beiden Seiten, fest, gleichmäßig und faltenfrei eingespannt werden. Brotkrumen oder andere störende Dinge sollten aus dem Bett entfernt werden, um ein Durchliegen zu vermeiden. In der dritten Phase sollte der Patient wieder in das Bett zurücktransportiert werden. Gedike wurde im Jahr 1844 als Assessor in das Berliner Medizinal-Collegium aufgenommen und wurde 1849 zum Medizinalrat befördert.
Der Heidelberger Arzt Franz Anton Mai hatte bereits im Jahr 1782 ein erstes Lehrbuch für die Krankenwartung geschrieben. Gedickes Lehrbuch hingegen gehört mit zu den ersten Lehrbüchern, die ein systematisiertes Wissen um die Krankenwartung in Preußen dokumentieren. Gedickes Lehrbuch wurde mehrfach überarbeitet. Friedrich Wilhelm Theodor Ravoth (1816–1878) sowie die Militärärzte Oskar Riebel (1847–1925) und Rudolf Salzwedel (1854–1929) aktualisierten es. 1909 wurde die letzte Aktualisierung durch Salzwedel in das amtliche preußische Krankenpflegelehrbuch übergeleitet.

### Pädagogischer Anspruch
Gedicke war die Erziehung zur Selbstständigkeit der angehenden Pflegekräfte während der Ausbildung ein Anliegen. Die Schülerinnen sollten deshalb den Unterrichtsstoff in Vorträgen selbstständig entwickeln. In diesem Anliegen der Selbstständigkeit von Pflegekräften folgte Gedike einige Jahrzehnte später der Chirurg Richard Poelchen (1857–1947), der vor dem Ersten Weltkrieg eine Schwesternschule in Zeitz gegründet hatte. Poelchen empfahl als Literatur Carl Emil Gedikes inzwischen mehrfach aufgelegtes „Handbuch der Krankenwartung“. Zu den späteren Schwesternschülerinnen der Zeitzer Krankenpflegeschule gehörte die Pflegewissenschaftlerin Ruth Elster (1913–2002).

## Veröffentlichungen
- Anleitung zur Krankenwartung. Zum Gebrauch für die Krankenwart-Schule der Berliner Charité-Heilanstalt, sowie zum Selbstunterricht. Hirschwald Verlag Berlin, 1837.
- Handbuch der Krankenwartung. Zum Gebrauch für die Krankenwart-Schule der K. Berliner Charité-Heilanstalt, sowie zum Selbstunterricht. 3. gänzlich umgearbeitete und vermehrte Auflage, Hirschwald Verlag Berlin, 1854.
- Handbuch der Krankenwartung. 3., gänzlich umgearbeitete und vermehrte Auflage. Mit einem Nachwort von Dr. phil. Dr. med. Manfred Stürzbecher. Lindau: Antiqua-Verlag, 1979. Faksimilie-Druck nach dem Original Berlin, Hirschwald 1854.[A 1]
- Przewodnik do pielęgnowania chorych : do użycia w szkole posługi chorych berlińskiego zakładu lekarskiego Szaryte, tudzież do własnej nauki, 1854.